# 360手机助手
360手机助手是360安全中心推出的一款Android的手机软件游戏下载市场，拥有游戏、软件、音乐、电子书、小说、视频、图片等资源，奇虎360公司称所有资源经由360安全中心审核认证，並成立「360移动开放平台」、「360手机助手运营平台」。
目前支持「应用圈」，关注、话题功能。

## 历史与发展
- 2014年1月：推出“免流量”下载。[3][4][5]
- 2014年10月：360手机助手首创移动应用“社交分发”模式，好友推荐分发应用。
- 2019年，推出8.0.86版本，除了下载安卓软件，还可以清理手机内存。